# Gosztola, Zala
Gosztola  este un sat în districtul Lent, județul Zala, Ungaria, având o populație de 44 de locuitori (2011). 

## Demografie
Componența etnică a satului Gosztola
     Maghiari (100%)
Componența confesională a satului Gosztola
     Romano-catolici (25%)
     Necunoscută (75%)
Conform recensământului din 2011, satul Gosztola avea 44 de locuitori. Din punct de vedere etnic, majoritatea locuitorilor (100,0%) erau maghiari.  Din punct de vedere confesional, majoritatea locuitorilor (65,91%) erau , cu o minoritate de romano-catolici (25,0%). Pentru 75,0% din locuitori nu este cunoscută apartenența confesională.